# Станислав Лесновски
Станислав Лесновски био је српски средњовековни писац.

## Биографија
Вероватно је из Штипа. Претпоставља се да није био монах већ мирјанин. Радио је за време српске држава краљева Стефана Дечанског и Стефана Душана.
Стварао је у манастиру Лесново. Он је најзначајнији представник књижевног центра успостављеног у манастиру Леснову, где је радио барем дванаест година.
Према неким изворима наставио је свој рад у Марков манастир Марковом манастиру.
Бугарски аутори га наводе као бугарског писца а Македонци Лесновског сматрају за једног од својих најважнијих писаца.

## Дела
- Пролог (1330)
- Минеј (Оливеров минеј, 1342) с химнографском службом Гаврила Лесновскога, за који је израдио и орнаментику
- Пролог (чува се у Софији)
- Приписује му се још један месечни минеј